# Stefan Poutsma
Stefan Poutsma (Peize, 10 september 1991) is een Nederlands voormalig wielrenner die tussen 2012 en 2016 uitkwam voor Cyclingteam Jo Piels.
In 2013 won hij een etappe en het eindklassement in de Carpathian Couriers Race, een Poolse etappekoers voor beloften. Twee seizoenen later won hij het bergklassement in de Ronde van Midden-Nederland.

## Overwinningen
2013
3e etappe Carpathian Couriers Race
Eindklassement Carpathian Couriers Race
Omloop van de Schermer
2014
Lus van Roden
2e etappe Olympia's Tour (ploegentijdrit)
2015
1e etappe deel A Olympia's Tour (ploegentijdrit)
2e etappe Ronde van Podlachië
2e etappe Ronde van Mazovië
Bergklassement Ronde van Midden-Nederland

## Ploegen
- 2012 –  Cyclingteam Jo Piels
- 2013 –  Cyclingteam Jo Piels
- 2014 –  Cyclingteam Jo Piels
- 2015 –  Cyclingteam Jo Piels
- 2016 –  Cyclingteam Jo Piels